# 小行星246504
小行星246504（246504 Hualien），臨時編號2008 BG16，是一顆位於小行星帶的小行星，由鹿林天文台於2008年1月28日發現。
該小行星以台灣東部的花蓮縣命名。